# Dražice (Slovacchia)
Dražice (in ungherese: Perjése, in tedesco: Pergweesche) è un comune della Slovacchia facente parte del distretto di Rimavská Sobota, nella regione di Banská Bystrica.
Il villaggio è citato per la prima volta nel 1323 con il nome di Peryese. All'epoca apparteneva al castello di Blh. Nel XVI secolo passò agli Széchy e nel XVII secolo alla signoria di Murán. Dal 1938 al 1944 fece parte dell'Ungheria.